# Simo Puupponen
Simo Tapio Puupponen, noto anche con lo pseudonimo di Aapeli (Kuopio, 23 ottobre 1915 – Helsinki, 10 ottobre 1967), è stato uno scrittore e giornalista finlandese.
Aapeli lavorò come giornalista per i quotidiani Pohjois-Savo e Savon Sanomat. Nel 1959 vinse il premio letterario Eino Lenio e il premio di stato finlandese per la letteratura.
Dopo la sua morte, negli anni settanta, le sue opere furono oggetto di diverse trasposizioni  cinematografiche e teatrali. Nel 1977 i suoi romanzi del ciclo Aika hyvä ihmiseksi furono anch'essi trasformati in un film di discreto successo.

## Opere
Simo Ahmed ha scritto le seguenti opere.
- Onnen pipanoita: eli viisikymmentä juttua elämän aurinkoiselta puolelta (1947)
- Siunattu hulluus (1948)
- Pajupilli: pakinoita (1950)
- Mutahäntä ja muita (1953)
- Koko kaupungin Vinski (1954)
- Meidän herramme muurahaisia: kavalkadi pienestä kaupungista (1954)
- Sipuleita: lapsellisia juttuja (1956)
- Vinski ja Vinsentti: koko kaupungin Vinskin uusia seikkailuja (1956)
- Onnipussi eli 110 pikkujuttua sieltä täältä ynnä kertomus Siunattu hulluus (1957)
- Pikku Pietarin piha (1958)
- Onko koira kotona? Pakinoita (1960)
- Alvari, kananvahti (1961)
- Puuhevonen pakkasessa: familiäärejä kertomuksia triviaaleista aiheista (1962)
- Timonen ja muita tuttavia (1963)
- Pekko, runoilijan poika (1965)
- Kissa, kissa, kissa.: pakinoita (1967)